# Letališče Lisičji Jarak
Letališče Lisičji Jarak (srbska cirilica Аеродром Лисичји Јарак, latinica Aerodrom Lisičji Jarak) je športno letališče v Padinski Skeli v Srbiji, okoli 13 km severno od Beograda.